# PJW-32
PJW-32 (hashpjw) — хеш-функция, разработанная Питером Вэйнбергером (Peter J. Weinberger) из AT&T Bell Laboratories.
Для произвольного входного сообщения функция генерирует 32-разрядное хеш-значение, называемое хеш-суммой сообщения. Этот алгоритм используется в хеш-таблицаx и декартовых деревьях, а также в процедурах проверки регистрационных ключей при защите программного обеспечения. В настоящее время эта функция используется в формате файла ELF Linux, выбранном стандартом бинарных файлов в Unix-подобных системах.

## История создания
Основная идея данной функции была разработана Питером Вэйнбергером (Peter J. Weinberger)в 80-е годы, во время его работы в AT&T Bell Laboratories в рамках создания его собственного компилятора для языка C. Так как функция в основном используется в хеш-таблицаx, она имеет множество модификаций, в зависимости от специфики определённой таблицы, операционной системы, структуры хешируемых данных и т. д.
Впервые упоминание о данной функции встречается в книге Альфреда Ахо, Рави Сети и Джеффри Ульмана «Компиляторы. Принципы, технологии, инструменты» в 1985 году. В ней говорится о явном превосходстве данной функции над другими, используемыми в области организации поиска с помощью создания хеш-таблиц. В частности, приводится одна из модификаций для таблицы размером в 211 списков, а также сравнительные характеристики данной модификации.
Впоследствии многие авторы использовали модификации данной функции. Например модификация автора Аллена Холуба содержала ошибку, которая приводила к выдаче неоптимального хеш-значения и ухудшению общих результатов. Но впоследствии ошибка была исправлена в более поздних работах.
В настоящее время одна из модификаций — ELFhash широко распространена, так как используется в формате файлов ELF. Данный формат был впервые опубликован в версии операционный системы unix System V. Вскоре, после этого, он был принят многими производителями unix-подобных систем, и в 1999 году был выбран как стандарт формата бинарных файлов для всех Unix и Unix-подобных систем на платформе x86.

## Алгоритм hashpjw
В изначальном варианте, алгоритм был адаптирован на работу с хеш-таблицами, то есть на начальной стадии имелось сообщение s произвольной длины L, от которого требовалось найти хеш значение h. Перед вычислением значение h устанавливается в 0. Сообщение считывается посимвольно. Число m — предполагаемый размер таблицы.

### Шаг 1
Каждый считанный символ с сообщения s переводится в число, а затем рассматривается его битовое значение. Преобразование отдельного символа в целое число обычно поддерживается языками программирования. Например, Pascal предоставляет для этого функцию ord (или прямое приведение к типу byte), а С автоматически преобразовывает символ в целое число при выполнении арифметических операций. 

Для полученного значения с производится сдвиг h на 4 позиции влево и суммирование с S .

### Шаг 2
Производится проверка: если любой из 4 старших битов h равен 1 то сдвигаем их вправо на 24 позиции. Затем выполняем операцию исключающего или со значением h и сбрасываем значения 4 старших битов в 0.

### Шаг 3
После проведения шагов 1-2 со всеми символами сообщения s, производится деление h по модулю m. Полученное число — это номер списка в таблице, к которому следует присоединить данную строку.

#### Исходный текст
```
unsigned
 
int
 
PJWHash
 
(
char
 
*
str
,
 
int
 
m
)

{

	
unsigned
 
int
 
hash
 
=
 
0
;

	
unsigned
 
int
 
test
 
=
 
0
;

 

	
for
 
(;
 
*
str
;
 
str
++
)
 
{

		
hash
 
=
 
(
hash
 
<<
 
4
)
 
+
 
(
unsigned
 
char
)(
*
str
);

 

		
if
 
((
test
 
=
 
hash
 
&
 
0xf0000000
)
 
!=
 
0
)
 
{

			
hash
 
=
 
((
hash
 
^
 
(
test
 
>>
 
24
))
 
&
 
(
0xfffffff
));

		
}

	
}

	
return
 
hash
 
%
 
m
;

}

```

## Использование
Основное использование хеш-функции hashpjw и большинства её модификаций это хеш-таблицы. Использование данной хеш-функции полностью обосновано,[кем?] несмотря на большое наличие коллизий. hashpjw является быстродействующей, так как выполняет только поразрядные операции, то есть не выполняется никаких сложных арифметических действий.